# Ganodes balteatus
Ganodes balteatus är en stekelart som beskrevs av Henry Keith Townes, Jr. 1957. Ganodes balteatus ingår i släktet Ganodes och familjen brokparasitsteklar. Inga underarter finns listade i Catalogue of Life.